# Ed Cooper (Politiker)
Ed Cooper (* in Thermopolis, Wyoming) ist ein US-amerikanischer Politiker der Republikanischen Partei, der seit 2021 Mitglied im Senat von Wyoming ist.

## Leben
Ed Cooper besuchte bis 1971 die Ten Sleep High School und war als selbständiger Öl- und Gasberater tätig. Als Nachfolger von Wyatt Agar wurde er am 4. Januar 2021 Mitglied im Senat von Wyoming und vertritt in diesem seither den „District 20 Big Horn, Fremont, Hot Springs, Park, Washakie Counties“. Während seiner Senatszugehörigkeit war er Mitglied verschiedener Senatsausschüsse sowie Sonderausschüsse der Wyoming Legislature, der Legislative des Bundesstaates Wyoming. Er war unter anderem von 2021 bis 2025 Mitglied des Justizausschusses (Senate Committee on Judiciary) und ist seit 2021 Mitglied des Senatsausschusses für Mineralien, Wirtschaft und wirtschaftliche Entwicklung (Senate Committee on Minerals, Business & Economic Development) sowie ferner zwischen 2021 und 2025 Mitglied des Sonderausschusses für die Finanzierung natürlicher Ressourcen (Select Committee on Natural Resource Funding Committee), dessen Vorsitzender er von 2022 bis 2023 war. Seit 2025 ist er Mitglied des Senatsausschusses für Transport, Autobahnen und Militärangelegenheiten (Senate Committee on Transportation, Highways & Military Affairs).

## Weblink
- Senator Ed Cooper. In: Senat von Wyoming. Abgerufen am 23. Januar 2025 (englisch).